# Абайський сільський округ (Тайиншинський район)
Аба́йський сільський округ (каз. Абай ауылдық округі, рос. Абайский сельский округ) — адміністративна одиниця у складі Тайиншинського району Північноказахстанської області Казахстану. Адміністративний центр — село Караагаш.
Населення — 1211 осіб (2021; 1702 у 2009, 2220 у 1999, 2810 у 1989).
Станом на 1989 рік існувала Абайська сільська рада (села Калиновка, Карагаш, Константиновка) колишнього Чкаловського району, село Тапшил перебувало у складі Терновської сільської ради Красноармійського району.

## Склад
До складу округу входять такі населені пункти:
| Населений пункт      | Старі назви | Населення, осіб (1989) | Населення, осіб (1999) | Населення, осіб (2009) | Населення, осіб (2021) |
| -------------------- | ----------- | ---------------------- | ---------------------- | ---------------------- | ---------------------- |
| Калиновка, село      | -           | 827                    | 702                    | 509                    | 327                    |
| Караагаш, село       | Карагаш     | 1347                   | 979                    | 780                    | 665                    |
| Константиновка, село | -           | 489                    | 420                    | 330                    | 209                    |
| Тапшил, село         | -           | 147                    | 119                    | 83                     | 10                     |